# ماناندروی
ماناندروی (به لاتین: Manandroy) یک منطقهٔ مسکونی در ماداگاسکار است که در ناحیه آمبوهیماهاسوآ واقع شده‌است. ماناندروی ۱۱٬۰۰۰ نفر جمعیت دارد و ۱٬۲۱۸ متر بالاتر از سطح دریا واقع شده‌است.